# شارم
شارم، روستایی از توابع بخش مرکزی شهرستان صومعه‌سرا در استان گیلان ایران است.

## جمعیت
این روستا در دهستان کسما قرار دارد و براساس سرشماری مرکز آمار ایران در سال ۱۳۸۵، جمعیت آن ۳۹۲ نفر (۱۱۴خانوار) بوده‌است.